# علوم زیست‌پزشکی

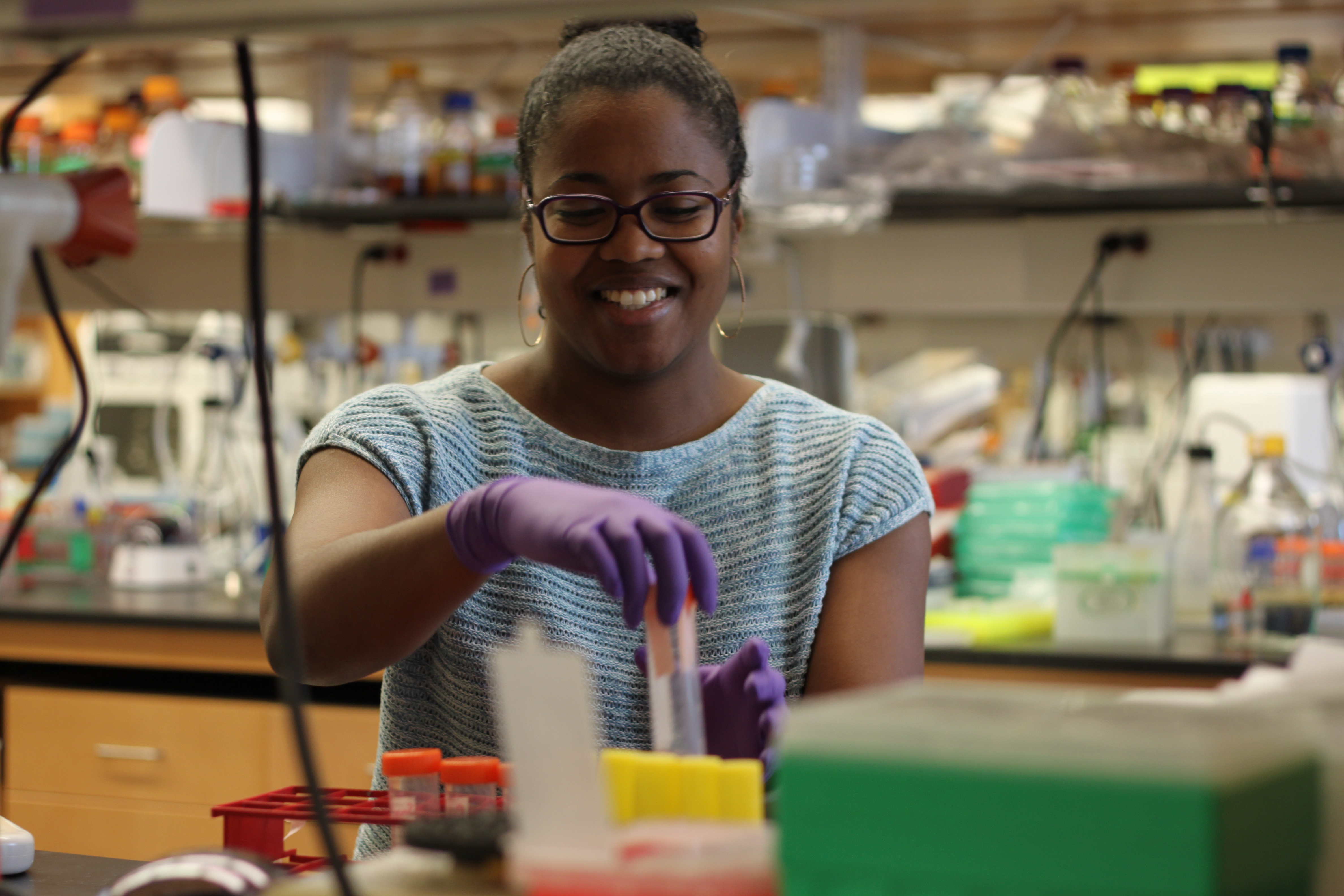
یک بیوشیمی‌دان که درگیر پژوهش روی میز است

علوم زیست‌پزشکی (به انگلیسی: Biomedical sciences)، مجموعه‌ای از علوم هستند که بخش‌هایی از علوم طبیعی یا علوم رسمی یا هر دو را برای توسعه دانش، مداخلات یا فناوری که در مراقبت‌های بهداشتی یا سلامت عمومی استفاده می‌شوند، به کار می‌گیرند. رشته‌هایی مانند میکروبیولوژی پزشکی، ویروس‌شناسی بالینی، اپیدمیولوژی بالینی، اپیدمیولوژی ژنتیک و مهندسی زیست‌پزشکی از علوم پزشکی هستند. اما در تبیین سازوکارهای فیزیولوژیک که در فرآیندهای آسیب‌شناسی عمل می‌کنند، پاتوفیزیولوژی را می‌توان به عنوان علم پایه در نظر گرفت.